# گروه اجتماعی

افراد در گروه‌ها از طریق روابط اجتماعی به یکدیگر متصل می‌شوند.

گروه اجتماعی (به انگلیسی: social group) در علوم اجتماعی واحدی است شامل دو یا تعداد بیش‌تری از انسان‌ها که بر اثر کنش‌های متقابل اجتماعی به یکدیگر پیوند خورده و احساس وحدت با هم داشته باشند. برخی از نظریه پردازان تعریف گروه اجتماعی را بر اساس الگوی نظریه سامانه‌ها یا شباهت‌های عینی را ملاک تعریف گروه می‌دانند. برخی دیگر گروه را براساس ملاک‌های سنتی تر تعریف می‌کنند و باورمندند «گروه را کسانی تشکیل می‌دهند که خود را عضو آن می‌دانند.» یکی از مواردی که باعث اختلاف در تعریف گروه است ملاک‌ها و معیارهایِ اندازه و ابعاد گروه‌ها و نوع کارکرد آنهاست به شکلی که حتی کل جامعه را نیز می‌توان یک گروه اجتماعی بسیار بزرگ در نظر گرفت.

## تعریف

### رویکرد انسجام اجتماعی
در علوم اجتماعی، گروه اجتماعی از انسان‌ها است که بیش از یک مجموعه ساده از افراد را نشان دهد. مثلاً کسانی که در ایستگاه اتوبوس منتظر ایستاده‌اند یا در یک صف قرار گرفته‌اند را نمی‌توان یک گروه اجتماعی دانست و ویژگی‌های مشترک اعضا ملاک اصلی تعریف آن است مانند علائق مشترک، ارزشها و باورهای مشترک، پیشینه قومی و نژادی یا پیوندهای خویشاوندی و…. پیوندهای خویشاوندی یک پیوند اجتماعی استوار است که مبتنی بر اجداد مشترک، ازدواج یا فرزندآوری است. در همین راستا، برخی محققان ویژگی تعیین‌کننده یک گروه را تعامل اجتماعی می‌دانند. با توجه به تعداد دانبار، به طور متوسط، مردم نمی‌توانند با بیش از ۱۵۰ فرد روابط اجتماعی پایدار برقرار کنند. 
مظفر شریف، روانشناس اجتماعی، پیشنهاد کرد که یک واحد اجتماعی را به عنوان تعدادی از افراد در تعامل با ملاک زیر در نظر بگیریم:
1. انگیزه‌ها و اهداف مشترک
2. تقسیم کار پذیرفته شده یعنی نقش‌ها
3. روابط موجود (رتبه اجتماعی، سلطه)
4. هنجارها پذیرفته شده گروه
5. نظام جزا و پاداشت پذیرفته شده (ستایش و مجازات) در صورت احترام یا نقض هنجارها[۷]

گرچه این تعریف طولانی و پیچیده‌است ولی توانست شرایط لازم برای پاسخ به سه پزسش مهم زیر را در اختیار پژوهشگر قرار دهد:
1. چگونه یک گروه تشکیل می‌شود؟
2. چگونه یک گروه کار می‌کند؟
3. چگونه می‌توان تعامل‌های اجتماعی را توصیف کرد که در راه تشکیل یک گروه اتفاق می‌افتد؟

### اهمیت این تعریف
این تعاریف مورد نیاز و توجه افرادی است که مشارکت‌های جمعی در سطح سازمان‌های بزرگ را مطالعه می‌کنند. این گروه توجه بسیار کمتری به رفتارهای اجتماعی همه گیر تر و جهانی تر دارند؛ که به‌طور واضح یک یا چند مورد از پنج عنصر لازم را که توسط شریف شرح داده شده در نظر نمی‌گیرد.
برخی از نخستین تلاشها برای درک این واحدهای اجتماعی، توصیفهای گسترده از باندها خلافکاران خیابانی در دهه‌های ۱۹۲۰ و ۱۹۳۰ است که تا دهه ۱۹۵۰ ادامه داشته‌است، و واکنش آنها را به حاکمیت را مد نظر داشتند. هدف اصلی اعضای باند دفاع از قلمرو باند و تعریف و حفظ ساختار سلطه در باند بود. در رسانه‌ها و سازمان‌های اجرای شهر نیز همچنان علاقه ای به باند بازی یا باند سازی وجود دارد.
مطالعات رفتارشناسی جانوران، مانند نوع کارکرد آنها تقریباً از دهه ۱۹۵۰ آغاز شده‌است. که نتایج آن تا حد زیادی مورد توجه سیاستگذاران، جامعه‌شناسان و انسان شناسان قرار گرفته‌اند. در واقع، مطالعات گسترده در مورد سازمان، املاک، اجرای قانون، مالکیت، دین، جنگ، ارزش‌ها، حل و فصل اختلافات، اقتدار، حقوق و خانواده‌ها، بدون هیچ اشاره‌ای به هر گونه مشابهات با رفتارهای اجتماعی در حیوانات انجام شده‌است که شاید دلیل این قطع ارتباط آن باشد که ظرفیت انسانی در استفاده از زبان و عقلانیت، با رفتارهای اجتماعی حیوانات بسیار متفاوت است. هر چند این اختلاف غیرقابل انکار است ولی به همان اندازه احتمال دارد که مطالعه رفتارهای اجتماعی (گروهی) سایر حیوانات ریشه‌های تکاملی رفتارهای اجتماعی را در انسان‌ها را نیز روشن کند.

### رویکرد هویت اجتماعی
در تضاد کامل با تعاریفی که گروه‌های اجتماعی را براساس انسجام اجتماعی تعریف می‌کنند در نظریه هویت اجتماعی به الگوهای هویت فردی اعضا و روابط اجتماعی شکل گرفته بر اساس آن می‌پردازد. در اینجا، به جای تعریف یک گروه اجتماعی مبتنی بر عبارات روابط اجتماعی منسجم بین افراد، الگوی هویت اجتماعی فرض می‌کند که «عضویت در گروه روانشناختی در درجه اول اساس ادراک یا شناخت است». فرض می‌کند که شرط لازم و کافی برای فعالیت افراد به عنوان اعضای گروه، "آگاهی از عضویت در گروه مشترک" است. یعنی به جای آن که در تعریف گروه مطرح شود که چه کسانی به عضویت من درآمده اند، افراد ابتدا مشخص کنند که "من کی هستم؟" و بر اساس جواب آن گروه را مشخص کنند.
برداشت‌های تجربی نشان داده‌است که دیدگاه هویت اجتماعی معمولاً به شکل همگرایی گروهی خودش را نشان می‌دهد. به عنوان مثال فرد با وجود اختلاف دیدگاه‌های شخصی ترجیح می‌دهد از الگو رفتاری گروه پیروی کند. همچنین تحقیقات اخیر نشان داده‌است طبقه‌بندی گروه‌ها بر اساس الگو انسجام اجتماعی می‌تواند مشکل ساز باشد و باعث ایجاد پیش زمینه‌های نادرست از درک وابستگی متقابل اعضا با سایر طبقه‌ها را ایجاد نماید.
در حالی که تعریف گروه‌های اجتماعی بر پایه تئوری هویت اجتماعی کارایی خود را بعداً در قالب نظریه «خود طبقه‌بندی» نشان داد. در حالی که تئوری هویت اجتماعی در ابتدا در صورت وجود عدم تضاد منافع، به توضیح درگیری بین گروهی می‌پرداخت، تئوری خود طبقه‌بندی برای توضیح چگونگی درک رفتار افراد در وهله اول، سعی می‌کند ابتدا خود فرد عضو گروه را پایش نماید.

### تعریف خصوصیات
فورسایت در تئوری گروه‌های داینامیک خود (۲۰۱۰) چنین ویژگی اصلی مشترک برای گروه‌ها لحاظ کرده‌است:

#### ۱) تعامل
این مؤلفه گروهی بسیار دامنه وسیعی دارد. از جمله ارتباط کلامی یا غیر کلامی، حلقه‌های اجتماعی، شبکه سازی، ایجاد مشارکت جمعی و غیره. تعامل رابطه و تعامل کار.
1. تعامل روابط: "اقدامات انجام شده توسط اعضای گروه که مشارکت عاطفی بین فردی در گروه مربوط را بوجود می‌آورد که ماحصل آن به شکل حمایت اجتماعی و توجه (در وجه مثبت) یا انتقاد و تغارض (در وجه منفی) نمود پیدا می‌کند.[۱۴]
2. تعاملات کاری: «اقدامات انجام شده توسط اعضای گروه که مربوط به پروژه‌ها، وظایف و اهداف گروه است.»[۱۴] در اینجا اعضا گروه سعی می‌کنند به تناسب مهارت‌ها و منابع خود ساختاری را سازمان دهی کنند که امکان دستیابی به هدف مشترک گروه ممکن شود.

#### ۲) اهداف
بیشتر گروه‌ها به دلیلی مانند امکان افزایش دانش، گرفتن حمایت عاطفی یا تجربه معنوی یا دین ایجاد می‌شوند. اهدافی که مشارکت در گروه می‌تواند دسترسی به آن را ساده‌تر سازد. ممکن است گروه‌ها روی چندین هدف یا یک حوزه در یک زمان متمرکز شوند. اهداف گروه را به چهار نوع اصلی می‌توان تقسیم نمود:
1. تولید: ارائه ایده‌ها و برنامه‌هایی برای رسیدن به اهداف
  - وظایف برنامه‌ریزی
  - وظایف خلاقیت
2. انتخاب: انتخاب راه حل.
  - وظایف عقلی
  - وظایف تصمیم‌گیری
3. مذاکره: تنظیم یک راه حل برای یک مشکل.
  - وظایف تعارض شناختی
  - وظیفه انگیزه مختلط
4. اجرا: قانون انجام یک کار.
  - مسابقات / نبردها / کارها

#### ۳) وابستگی در روابط
«وضعیت وابستگی تا حد زیادی به دیگران مرتبط است به این شکل که افکار، احساسات و تجربیات شخصی - به شکل کلی یا جزیی - توسط جمع مشخص می‌شود». میزان وابستگی در گروه‌ها بسیار متنوع است و برخی از گروه‌ها بیش از سایرین به هم وابسته هستند. برای مثال در ورزش‌های تیمی میزان وابستگی افراد اصلاً قابل قیاس با کسانی که با هم به تماشا یک فیلم نشسته‌اند، نیست و وابستگی بسیار بالاست. در همین مثال حتی حرکت افراد و نوع تقابل آنها بسیار اهمیت دارد یعنی وقتی کسی به جلو می‌رود دیگر شاید لازم باشد به عقب برگردد. هم چنین از این منظر موضوع ریاست در گروه هم قابل دسته‌بندی است به شکلی که در برخی از گروه‌ها لازم است هر فرد خود نقش راهبری کل را برعهده داشته باشد یا این که بهتراست تابع رئیس گروه باشد.

#### ۴) ساختار
ساختار گروه شامل نظم، هنجارها، نقش‌ها و روابطی است که در طول زمان در یک گروه شکل می‌گیرد. نقش‌ها بسته به وضعیت و موقعیت آنها در گروه، عملکرد و رفتار مورد انتظار افراد در گروه مشخص می‌گردد. هنجارها، ایده‌هایی هستند که توسط گروه به عنوان رفتار قابل قبول و غیرقابل قبول مشخص می‌شوند. ساختار گروهی بخش مهمی از یک گروه است. اگر افراد نتوانند انتظارات خود را در درون گروه‌ها برآورده و نقشهای خود انجام دهند، ممکن است از گروه طرد شوند.

#### ۵) وحدت
وقتی به گروه به صورت جامع نگاه شود، گروهی از مجموع اجزای جداگانه آن چیزی فراتر است. وقتی مردم از گروه صحبت می‌کنند، آنها به جای اینکه منظورشان مجموعه ای از افراد باشد، از کل گروه یا یک موجود واحد صحبت می‌کنند. به عنوان مثال، می‌توان گفت: «این گروه یا تیم خوب و زیبا بازی کرد.»

## انواع
به گفته چارلز هورتون کولی (۱۹۶۴–۱۸۶۴)، یک گروه اولیه یک گروه اجتماعی کوچک است که اعضای آن روابط شخصی و پایدار دارند. افراد وقتی زمان زیادی را در کنار هم می‌گذرانند، درگیر فعالیتهای گسترده‌ای با هم هستند؛ احساس می‌کنند که یکدیگر را خوب می‌شناسند. در هر جامعه ای، خانواده مهمترین گروه اولیه است. گروه‌های مبتنی بر دوستی‌های ماندگار نیز از گروه‌های اصلی هستند.
گروه‌های ثانویه، بر خلاف گروه‌های اولیه، گروه‌های بزرگی هستند که روابط رسمی و نهادی دارند. روابط ثانویه شامل روابط عاطفی ضعیف تر بوده و افراد دانش شخصی کمی از یکدیگر در آن دارند. بیشتر گروه‌های ثانویه از نظر زمانی کوتاه مدت و برای آن آغاز و پایان وجود دارد. این چنین گروه‌های ممکن است سالها دوام داشته باشند یا ممکن است پس از مدت کوتاهی منحل شوند. تشکیل گروه‌های اولیه در گروه‌های ثانویه اتفاق می‌افتد.
گروه‌های اولیه می‌توانند در تنظیمات روابط در گروه‌های ثانویه نقش اساسی داشته باشند. به عنوان مثال، حضور در دانشگاه نمونه ای از عضویت در یک گروه ثانویه است، هر چند در این محیط گروه‌های مبتنی بر روابط دوستان معمولاً شکل می‌گیرد که از نظر گروهی جزو گروه‌های اولیه دسته‌بندی می‌شود ولی در عین حال امکان ایجاد روابط خصمانه و غیر دوستانه در گروه نیز منتفی نیست.
نوع دوم گروه؛ گروه‌های مبتنی بر عضویت است. در این ساختار فرد با عضویت به گروه پیوسته می‌شود و افراد براساس عضویت به خودی و غریبه یا غیر عضو قابل دسته‌بندی هستند.
افراد تقریباً به‌طور جهانی با آنچه جامعه شناسان گروه‌های مرجع می‌نامند، پیوند دارند. یک گروه مرجع یک گروه اجتماعی است که به عنوان نقطه مرجع در ارزیابی و تصمیم‌گیری عمل می‌کند.
برخی از نمونه‌های انواع گروه‌ها را می‌توان شامل موارد زیر دانست:

### زن و شوهریا زوج دونفری
کوچکترین گروه با تعداد مشخصی از افراد که غالباً با تشکیل خانواده تعریف می‌شود. تعامل اجتماعی در این نوع گروه‌ها معمولاً شدیدتر از گروه‌های بزرگتر است زیرا ارتباط بین طرفین در آن غیرقابل اشتراک گذاری با سایرین است و اختصاصی است.

### خانواده
گروه کوچکی از افرادی که در یک خانه زندگی می‌کنند. خانواده ممکن است تشکیلات قبیله ای، گروه‌های خویشاوندی بزرگتر و… واحدی اساسی در جامعه داشته باشد. فرهنگ آنگلوفون (و دیگر) ممکن است شامل انواع مختلفی از خانواده، از جمله خانواده به مفهوم رایج، خانواده‌های که گروهی زندگی می‌کنند، افرادی که بیشتر هم  مسکن اند و… باشد.

### خدمهیا باند
گروه کوچکی از افراد ماهر و دارای علاقه مشترک مانند خدمه یک کشتی یا یک گروه موسیقی. کارگران ساختمانی یا حتی زیر مجموعه ای از یک قبیله به عنوان جامعه باندی یا خدمه ای دسته‌بندی می‌شوند

### گروه همسالان
گروه همسالان گروهی است که تقریباً در یک بازه سنی، وضعیت اجتماعی و علایق مشترکی قرار دارند. معمولاً افراد هنگام تعامل با همسالان، از نظر قدرت نسبتاً مساوی هستند.

### گروهک
گروهی از افراد که دارای علاقه‌ها مشترک اند و معمولاً در یک دبیرستان / دانشگاه دیده می‌شوند. بیشتر اوقات آنها برای خودشان یک اسم دارند و قوانین تعریف می‌کنند.

### کلوپ
کلوپ یک گروه است که معمولاً برای عضویت در آن شخص باید درخواست عضویت داشته باشد. چنین کلوپ‌هایی ممکن است به فعالیت‌های خاص اختصاص یابد: برای مثال، باشگاه‌های ورزشی.

### کابال
اعضا این نوع گروه از افراد هستند که معمولاً برای ایجاد دیدگاه‌ها یا منافع شخصی خود در یک کلیسا، ایالت یا جامعه دیگر، غالباً با فتنه، در یک طراحی هماهنگ با هم متحد می‌شوند.

### انجمن
گروهی از افراد با مشترکات یا گاهی اوقات روابط پیچیده‌ای از مشترکات با هم در ارتباط اند را گویند. اغلب - اما نه همیشه - ارتباط نزدیک و مستمر و طولانی مدت از الزامات چنین ساختاری است مانند انجمن‌های علمی و تخصصی.

### دسته خلافکاران
باندهای خلاف کاری نیز نوعی از گروه است که معمولاً در یک منطقه جغرافیایی خاص جمع می‌شوند. در این گروه معمولاً افراد همواره با هم هستند و ساختاری تقریباً شبیه باشگاه یا کلوپ دارند ولی آنچنان ساختار رسمی ندارند این الگو معمولاً باعث ایجاد ناآرامی اجتماعی می‌شود و حتی تأثیر منفی بر اعضای خود گروه نیز می‌تواند از تبعات آن دانست.

### عضو گروه
گروه اجتماعی که یک عضو نسبت به آن احساس احترام و وفاداری می‌کند. عضویت در گروه باعث می‌شود که فرد حس مثبت بودند کند که البته خود گروه هم می‌تواند به صورت دایره یا حلقه از اعضا دانست که هر چه فرد به مرکز آن نزدیک تر باشد حس خوش آیندتری دارد. مانند حلقه دوستان نزدیک؛ و هر چه به سمت بیرون تمایل داشته باشد این حس کاهش می‌یابد.

### خارج از گروه
گروه اجتماعی است که فرد نسبت به آن احساس رقابت یا مخالفت می‌کند. برخلاف مورد عضو گروه فرد نسبت به آن حس منفی دارد و عملاً در آنچه که در بالا از آن به عنوان حلقه گروه یاد می‌شود، فرد در خارج از آن قرار گرفته‌است.
همچنین می‌توان گروه‌ها را با توجه به تعداد افراد حاضر در گروه نیز طبقه‌بندی کرد. به عنوان مثال، در یک گروه کوچک، «هر عضو تصور می‌کند از اعضای دیگر به اندازه کافی متمایز است، به طوری که او می‌تواند به عنوان یک فرد خاص با هر یک از دیگر اعضا تعامل داشته باشد.» این تعامل شخصی در گروه‌های بزرگتر امکان‌پذیر نیست.

## سلامتی
گروه‌های اجتماعی که افراد در آن درگیر هستند مانند محیط کار، به‌طور مستقیم بر سلامتی آنها تأثیر می‌گذارد. مهم نیست که در کجا کار می‌کنید یا چه شغل دارید، احساس یک تعلق خاطر در یک گروه از افراد هر عرض، کلید اصلی موفقیت کلی است. بخشی از این مسئولیت با رهبر (مدیر، سرپرست، و غیره) است. اگر رهبر به همه کمک کند احساس تعلق خاطر در گروه داشته باشند، می‌تواند به تقویت روحیه و بهره‌وری کمک کند. به گفته دکتر نیکلاس استیفنس «شناسایی اجتماعی به سلامت روانشناختی و فیزیولوژیکی کمک می‌کند، اما مزایای سلامتی برای سلامت روانی مؤثر تر است». روابط اجتماعی افراد با شرایط مختلف بهداشتی مرتبط است. کمبود یا روابط اجتماعی با کیفیت پایین به مواردی از قبیل: توسعه بیماری‌های قلبی و عروقی، سکته قلبی، تصلب شرایین، اختلال در تنظیم متابولیسم، فشار خون بالا، سرطان و و بهبود آهسته‌تر زخم و همچنین نشانگرهای التهابی و نقص ایمنی مرتبط شود. همین موضوع در خصوص تأثیرات ازدواج هم صدق می‌کند و بیشتر از سایر موارد، مورد مطالعه قرار گرفته‌است. ازدواج در طول زندگی فرد می‌تواند پیامدهای بهداشتی متفاوتی از جمله بیماری‌های قلبی عروقی، شرایط مزمن، محدودیت‌های تحرک، سلامت خود دارای امتیاز و علائم افسردگی را ایجاد کند. پیوند اجتماعی نیز در غلبه بر مشکلات عاطفی و روحی مانند اعتیاد به مواد مخدر، الکل یا سوءمصرف مواد نقش مهمی دارد. از این رو مطالعه نقش گروه‌های هم عرض در روابط اجتماعی می‌تواند بسیار مهم باشد. لازم است ذکر شود این موضوع صرفاً محدود به موارد شدید و حاد نیست و کیفیت روابط اجتماعی می‌تواند در زمینه‌های مانند استرس و اضطراب شغلی و افسردگی‌های خفیف هم مؤثر باشد. بنیاد مکن آرتور براساس مطالعات ۱۰ ساله خود کتابی در زمینه «سالمندی موفق» منتشر کرده‌است که در آن نشان داده‌است که نقش حمایت‌های عاطفی و عشق و هر گونه مراقبتی که از طریق ارتباطات گروهی افراد ایجاد می‌شود تا چه حد در کیفیت زندگی افراد در سالمندی می‌تواند تأثیر منفی یا مثبت داشته باشد.

## عضویت در گروه و استخدام
گروه‌های اجتماعی بر اساس اصول خاصی از جذابیت ایجاد می‌گیرند، و افراد را به سمت وابستگی با یکدیگر سوق می‌دهند که درنهایت گروه تشکیل می‌دهند.
- اصل نزدیکی - تمایل افراد برای ایجاد روابط و تشکیل گروه با کسانی که نزدیک (از نظر جسمی) آنها هستند، بیشتر است. نمود این موضوع را می‌توان در تمایلات نژادی دید.[۲۳]
- اصل شباهت - گرایش افراد به وابستگی یا ترجیح ارتباط با افرادی که نگرش، ارزشها، ویژگیهای جمعیتی و غیره خود را با آنها به مشترک است، بیشتر می‌باشد.
- اصل تکمیل کننده - نوع دیگری از تمایلات برای ایجاد برقراری ارتباط شرایطی است که افراد در یافتن اعضا گروه، نقش‌های مکمل قابلیت‌های خود را جستجو می‌کنند. مثلاً رهبران به دنبال کسانی هستند که هدایت پذیری و حرف‌شنوی بیشتری داشته باشند.[۲۴]
- اصل متقابل - علاقه به ایجاد ارتباط باید دو طرفه باشد و اگر یکی از طرفین علاقه ای به ایجاد ارتباط نداشته باشد رابطه قطع می‌شود. (تلافی منفی)
- اصل تفصیل - تمایل گروه‌ها به مرور زمان با اضافه کردن اعضای جدید از طریق روابط خود با اعضای قدیمی تر، پیچیده می‌شود.

عوامل دیگر نیز در تشکیل یک گروه تأثیر دارند. برون‌گراها ممکن است به عضویت در گروه‌های بیشتری علاقه داشته باشند، زیرا آنها تعامل بین فردی را تحریک کننده و لذت بخش می‌دانند (بیشتر از درونگراها). به همین اساس، گروه‌ها نیز بیشتر از درونگراها به دنبال برونگرایی هستند، شاید به این دلیل که می‌یابند که آنها به آسانی با برونگراها ارتباط برقرار می‌کنند. و معمولاً هر چه فرد برون‌گرا تر باشد در ساختار گروه نقش بیشتری دارد. به همین ترتیب، کسانی که نیاز بسیار زیادی به وابستگی دارند بیشتر به عضویت در گروه‌ها، گذراندن وقت بیشتر با گروه‌ها و پذیرش بیشتر اعضای گروه مشتاق هستند.
تجارب قبلی افراد (چه خوب و چه بد) تأثیر بسیار زیادی بر نحوه تصمیم‌گیری افراد برای پیوستن به گروه‌ها دارد. افراد پاداشهای گروه را (به عنوان مثال تعلق، پشتیبانی عاطفی، پشتیبانی اطلاعاتی، پشتیبانی ابزاری، پشتیبانی معنوی) همراه مد نظر دارند و در مقایسه خود لحاظ می‌کنند. کسانی که تجربه‌های منفی یا «مختلط» با گروه‌های قبلی دارند، احتمالاً در ارزیابی گروه‌های که قصد پیوستن به آنها را دارند آگاهانه تر رفتار می‌کنند.
با شروع تشکیل گروه، می‌تواند عضویت را از چند طریق افزایش دهد. اگر این گروه یک گروه باز باشد، که در آن مرزهای عضویت نسبتاً نفوذ پذیر هستند، اعضای گروه می‌توانند به سادگی به عضویت آن درآمده یا از آن خارج شوند. در نقطه مقابل یک گروه بسته محدودیت بیشتری برای عضویت افراد جدید و حتی ترک اعضا دارد و به روش‌های مختلف آن را اعمال می‌کند.
اگر یک گروه بسیار منسجم باشد، به احتمال زیاد درگیر فرآیندی می‌شود که به سطح انسجام کمک می‌کند، به خصوص هنگام جذب اعضای جدید، که می‌توانند به انسجام گروه اضافه کنند، یا آن را بی‌ثبات کنند. نمونه‌های کلاسیک از گروه‌هایی که انسجام بالایی دارند انجمن هایبرادری، باندهای خلافکاری و فرقه‌های مذهبی و… هستند که همگی برای روند جذب فرد فرایندهای مختلفی نیاز است تا فرد به عضویت گروه در آید.

## توسعه
رشد این سطح از ارتباطات نیاز به تعریف و حتی بازنگری ساختارهای تعاملی افراد به شکل رتبه‌بندی، تعریف حوزه نفوذ، تعریف نظام پاداش و جزا و هنجارهای جمعی و… است اگر کسی مجموعه کوچکی از غریبه‌ها را در یک فضای محدود گرد هم آورد، یک هدف مشترک را فراهم کند و شاید چند قانون اساسی داشته باشد، پس از یک دوره زمانی به تدریج نوعی از تعامل بین افراد ایجاد می‌شود. تعامل بین افراد یک شرط اساسی برای ایجاد گروه است. در ابتدا، افراد در حالی که به دنبال تعامل با کسانی هستند که مشترکات بیشتری با آنها دارند، به‌طور متفاوتی در مجموعه‌هایی از دوتایی یا سه نفر وارد تعامل می‌شوند. یعنی علاقه‌ها، مهارت‌ها و پیشینه فرهنگی اولین نقطه ایجاد ارتباط بین این افراد می‌شود. با ایجاد این روابط به تدریج نوعی از ثبات در داخل مجموعه‌های کوچک ایجاد شده و به تدریج به کل جمع امکان تعمیم را خواهد یافت. با قیاس رفتار حیوانات، جامعه شناسان ممکن است این شکل از روابط را در زمره رفتارهای سرزمینی و رفتارهای غالب غریزی دسته‌بندی کنند.

## پراکندگی و تحول
افرادی که در یک محیط با یکدیگر در تعامل قرار گیرند به تدریج وارد «روابط سرزمینی» پایدار می‌شوند. البته ایجاد این رابطه الزاماً به معنی تشکیل گروه دادن نیست یا اگر هم گروهی ایجاد شود این اگر تنها رابطه مشارکت سرزمینی باشد می‌تواند به سادگی از هم پاشیده یا به چندین زیر گروه تبدیل شود. بزرگترین عامل در ناموفق ماندن یک گروه سرزمینی می‌تواند عدم وجود رهبری موفق یا نداشتن اهداف مشترک و محدود بودن به صرف اشتراک سرزمینی باشد.
برای بقاءِ یک جامعه یا گروه لازم است افراد مشارکت‌های بیش از زندگی در یک محل را داشته باشند. ارتش‌ها می‌تواند یکی از بهترین نمونه در این زمینه باشند که با سلسله مراتب خود در قالب جوخه، دسته، گردان، هنگ، لشکر و … ساختاری هدفگرا را ایجاد می‌کنند که اعضا صرفاً براساس قرار گرفتن در یک محیط مشترک با یکدیگر در تعامل نیستند. شرکت‌های خصوصی، سازمان‌های دولتی، کلوپ‌ها و… نیز تقریباً از روش مشابه برای وحدت بخشی و افزایش سطح تعامل افراد عضو که از محل و محیط مشترک استفاده می‌کنند، بهره می‌گیرند. البته این بدان معنی نیست که همه ساختارها، خصوصاً در مورد ساختارهای بزرگ‌تر لازم است که تمامی آنچه که ملاک انسجام در گروه‌های کوچکتر مانند شرکت‌ها را باید داشته باشند. مثلاً در مورد روابط اجتماعی موجود در محله شهری الزاماً افرادی که ساکن محل هستند نیاز به رعایت آنچنان ساختار منسجم و پیچیده‌ای نیستند ولی در عوض سطح انسجام گروهی آنچنان بالایی نیز با هم ندارند و اعضا محله به سادگی می‌تواند آن را ترک یا به آن وارد شوند.
برای یک گروه عملگرا که هدف آن انجام وظیفه خاصی است تغییرات نامنظم اعضا می‌تواند منجر به از دست دادن کارایی یا بی نظمی شود. تعداد اعضای فعال در چنین گروه‌های می‌تواند به‌طور منطقی بین پنج تا ده انعطاف‌پذیر باشد و یک گروه منسجم طولانی مدت ممکن است قادر به تحمل چند فرد اضافه و ناکارآمد نیز باشد. مفهوم اصلی این است که ارزش و موفقیت یک گروه توسط هر یک از اعضا حفظ می‌شود که یک هویت مشخص و کارآمد را در ذهن هر یک از اعضا مشخص شده باشد. حد شناختی این توجه کوتاه مدت در افراد غالباً هفت عدد است؛ که می‌تواند تا حداکثر نیز در شرایط خاص اضافه شود. پس از ده سال، زیر گروه‌ها با از بین رفتن هدف، تسلط و نظم و فردیت یا سردرگمی در نقش‌ها و قوانین به ناچار شروع تغییر شکل می‌کنند.
از دلایل تضعیف هدف مشترک پس از ایجاد یک گروه، می‌توان به این موارد اشاره کرد: اضافه کردن اعضای جدید. تضادهای حل نشده هویت (به عنوان مثال، مشکلات ارضی در افراد). تضعیف نظم سلسله مراتبی؛ و تضعیف یا عدم موفقیت رهبری گروه. از دست دادن رهبر برای اکثر گروه‌ها غالباً بسیار مهلک است، مگر اینکه آمادگی طولانی برای انتقال رهبری از پیش در گروه در نظر گرفته شده باشد. از دست رفتن رهبر می‌تواند موجب پر رنگ شدن مشکلات قبلی داخل گروه یا از دست دادن میل به هدف مشترک، وقوع مشکل در تعیین نقش‌ها و حفظ هنجارها گردد. شایع‌ترین علائم یک گروه ناکارآمد، از دست دادن بهره‌وری، کاهش مشارکت یا تضعیف هدف و همچنین افزایش پرخاشگری کلامی است. اغلب، اگر یک هدف مشترک قوی هنوز درگروه وجود داشته باشد، یک سازماندهی مجدد ساده با یک رهبر جدید و چند عضو جدید برای برقراری و کارآمدی مجدد گروه کافی خواهد بود، که به نوعی آسانتر از تشکیل یک گروه کاملاً جدید است.